# Kirchdachspitze
Die Kirchdachspitze, auch Kirchdach, ist ein 2840 m ü. A. hoher Berg in den Stubaier Alpen in Tirol, Österreich.
Als höchste Erhebung im Serleskamm, der das Gschnitztal im Südosten vom Pinnis- und Stubaital im Nordwesten trennt, liegt er zwischen der 2692 m hohen Ilmspitze im Südwesten und der 2641 m hohen Hammerspitze im Nordosten.
Von Westen aus ist das Kirchdach von der Pinnisalm (1560 m) im Pinnistal über den Jubiläumssteig in ca. 4 Stunden erreichbar. Von der ebenfalls im Pinnistal gelegenen Issenangeralm (1366 m) führt der Rohrauersteig in ca. 4 Stunden von Norden zum Gipfel. Vom Gschnitztal aus dient das nordöstlich des Kirchdachs gelegene Padasterjochhaus (2232 m) als Stützpunkt, der Anstieg von dort nimmt ca. 2 Stunden in Anspruch.
Alle Wege verlaufen ab dem Silbersattel (2750 m) gemeinsam über den Nordgrat teilweise ausgesetzt und versichert die letzten 90 Höhenmeter bis zum Gipfel.
Durch die wilden Nord- und Nordwest-Wände führen eine Vielzahl von anspruchsvollen Kletterrouten, die allesamt selten wiederholt werden. Bedeutender Nacherschließer dieser Wände war Andreas Orgler in den 1980er Jahren. Er eröffnete auch viele Eis- und Mixedkletterrouten.

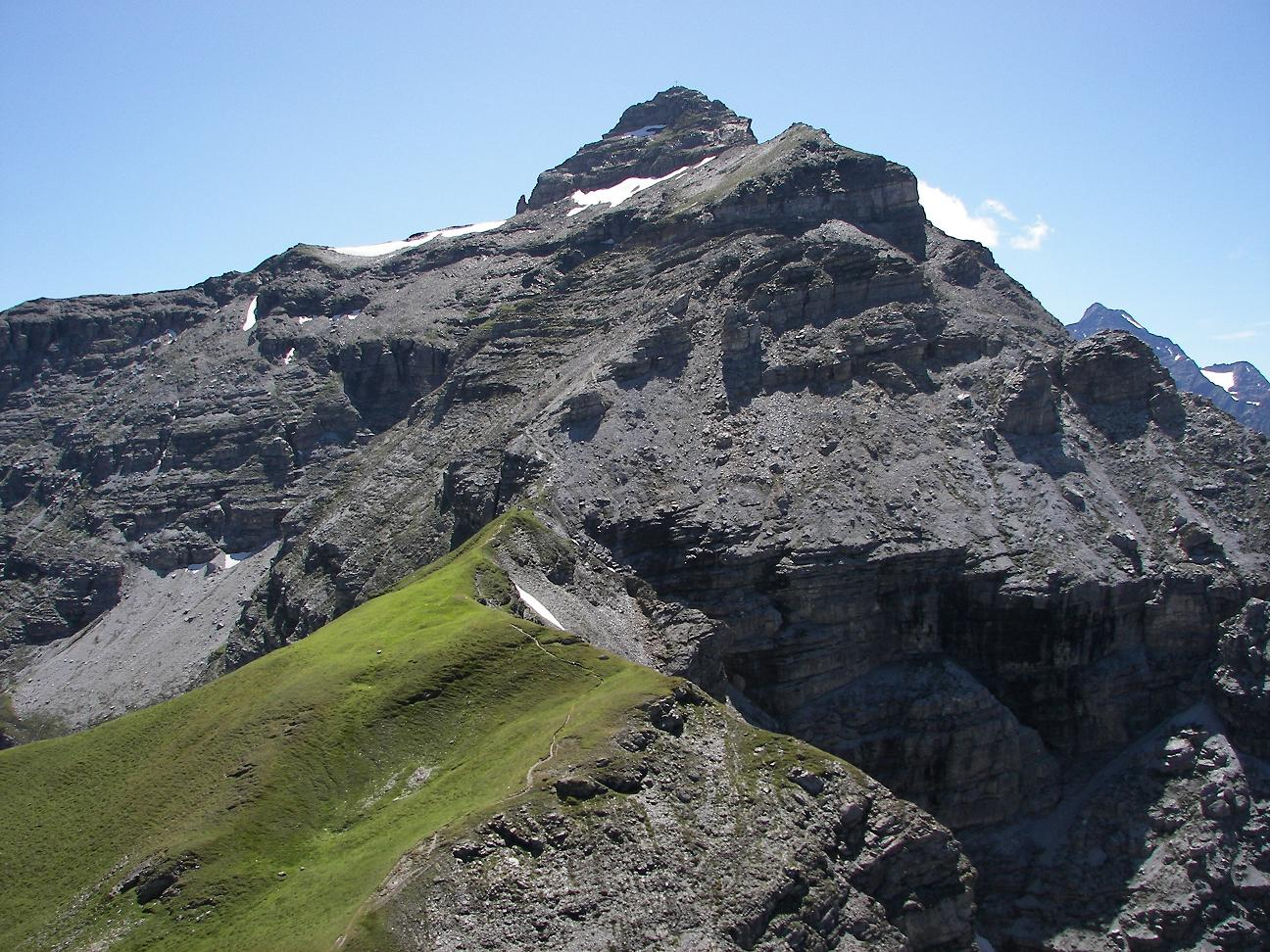
Kirchdachspitze von Nordosten
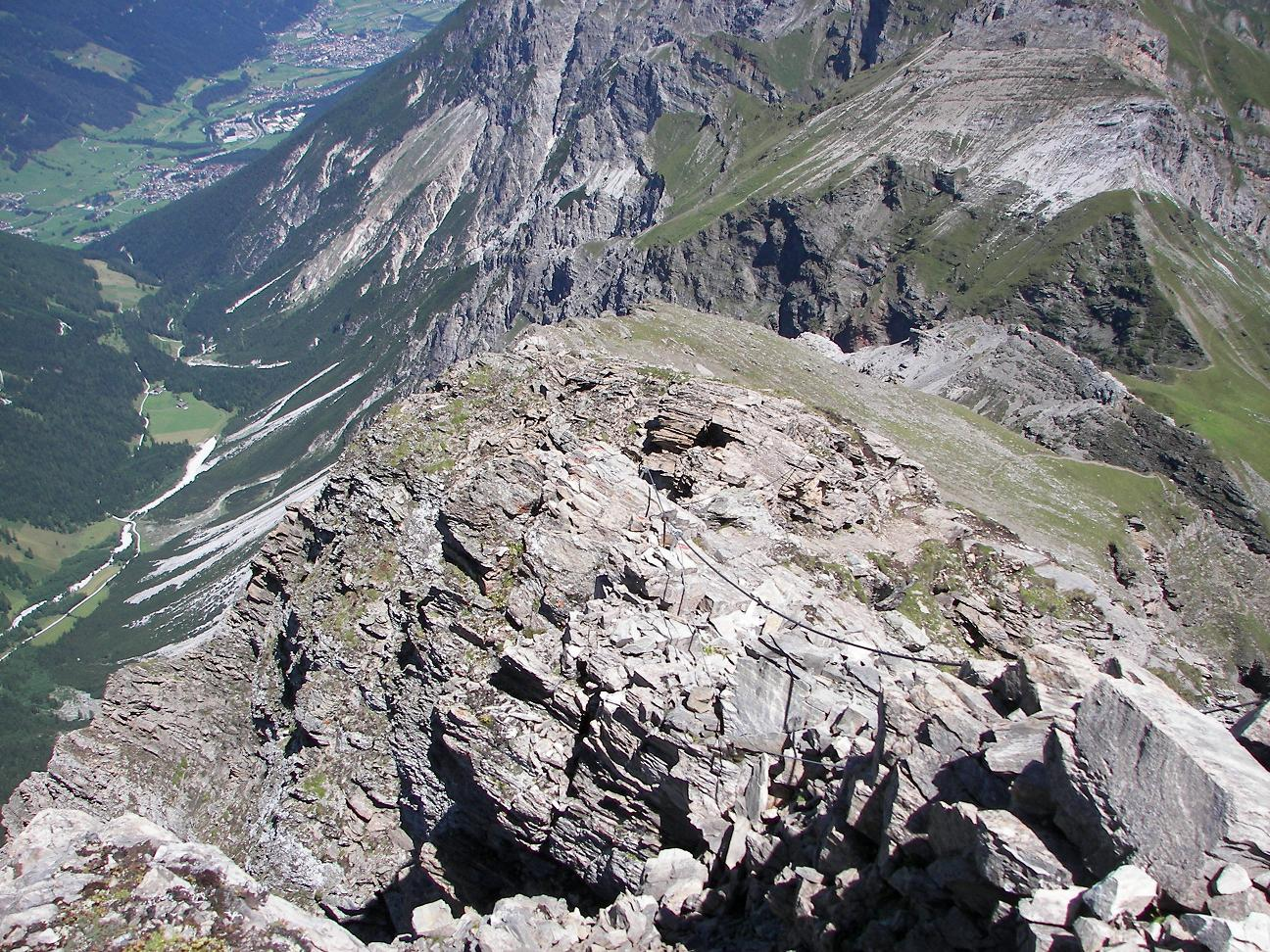
Teilweise versicherter Nordgrat
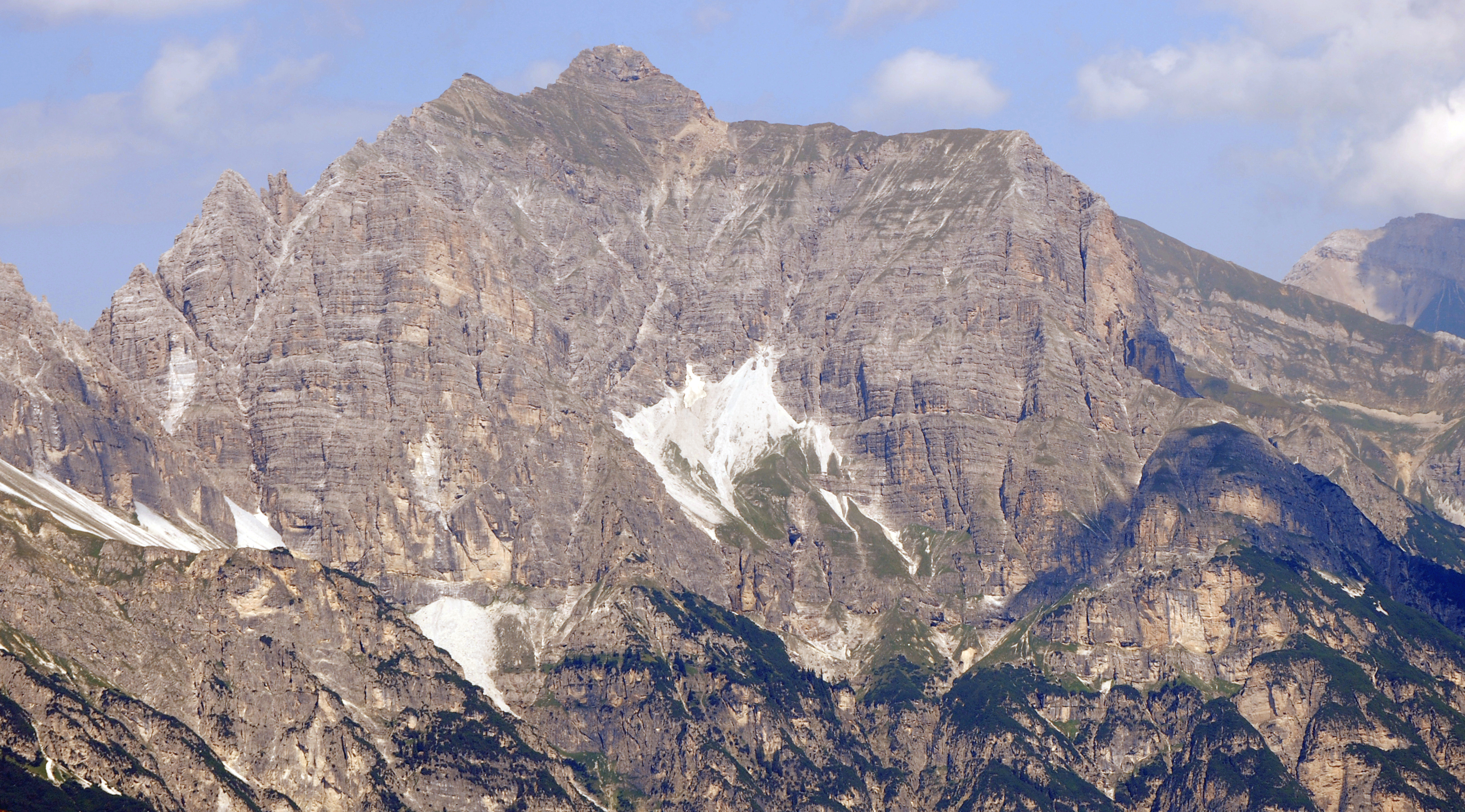
Kirchdach von Süden
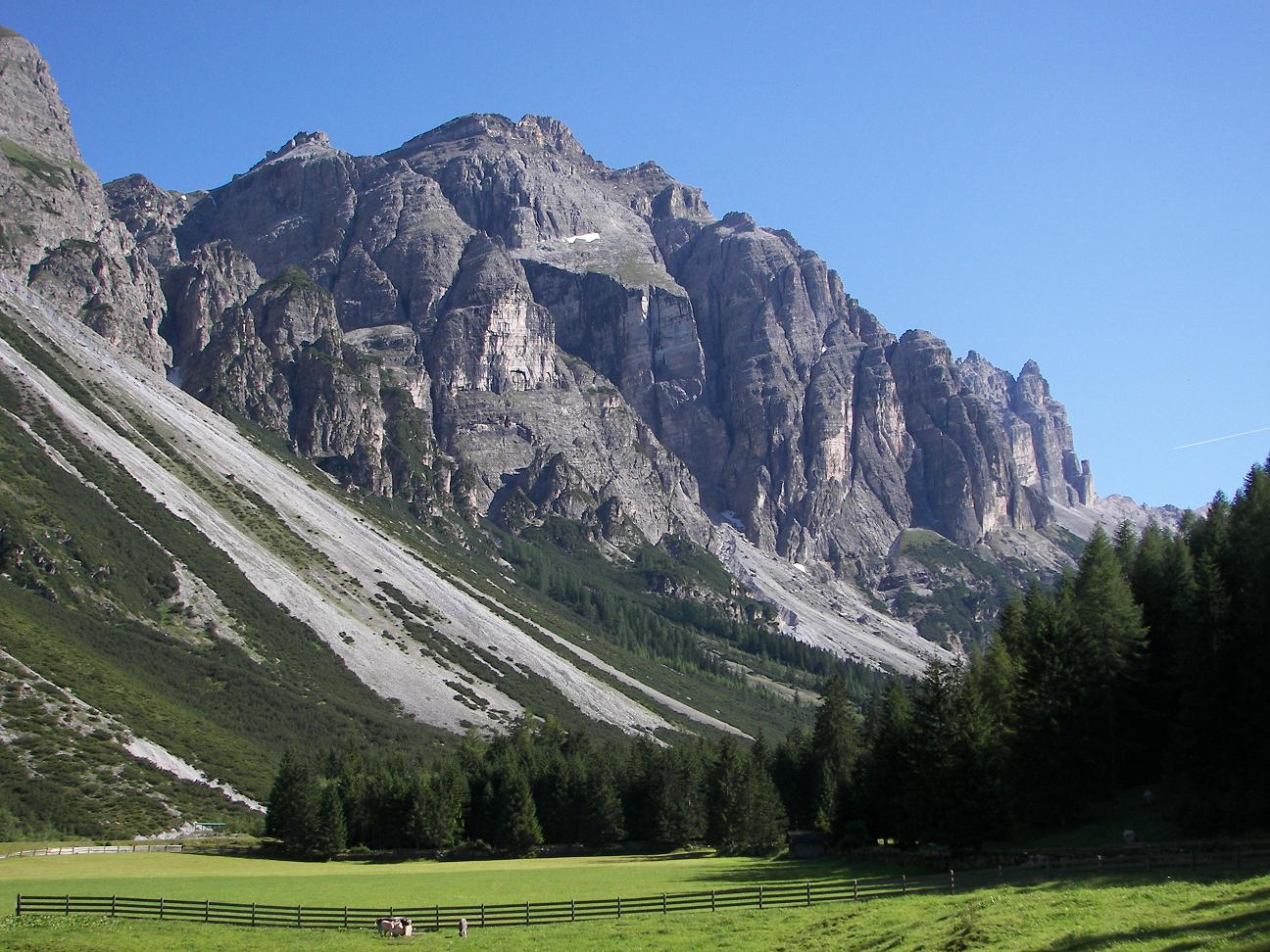
Kirchdach über dem Pinnistal